# Рододендрон лапландский
Рододе́ндрон лапла́ндский (лат. Rhododéndron lappónicum) — кустарник, распространённый в альпийских и субальпийских районах Северного полушария, вид рода Рододендрон (Rhododendron) семейства Вересковые (Ericaceae).

## Ботаническое описание

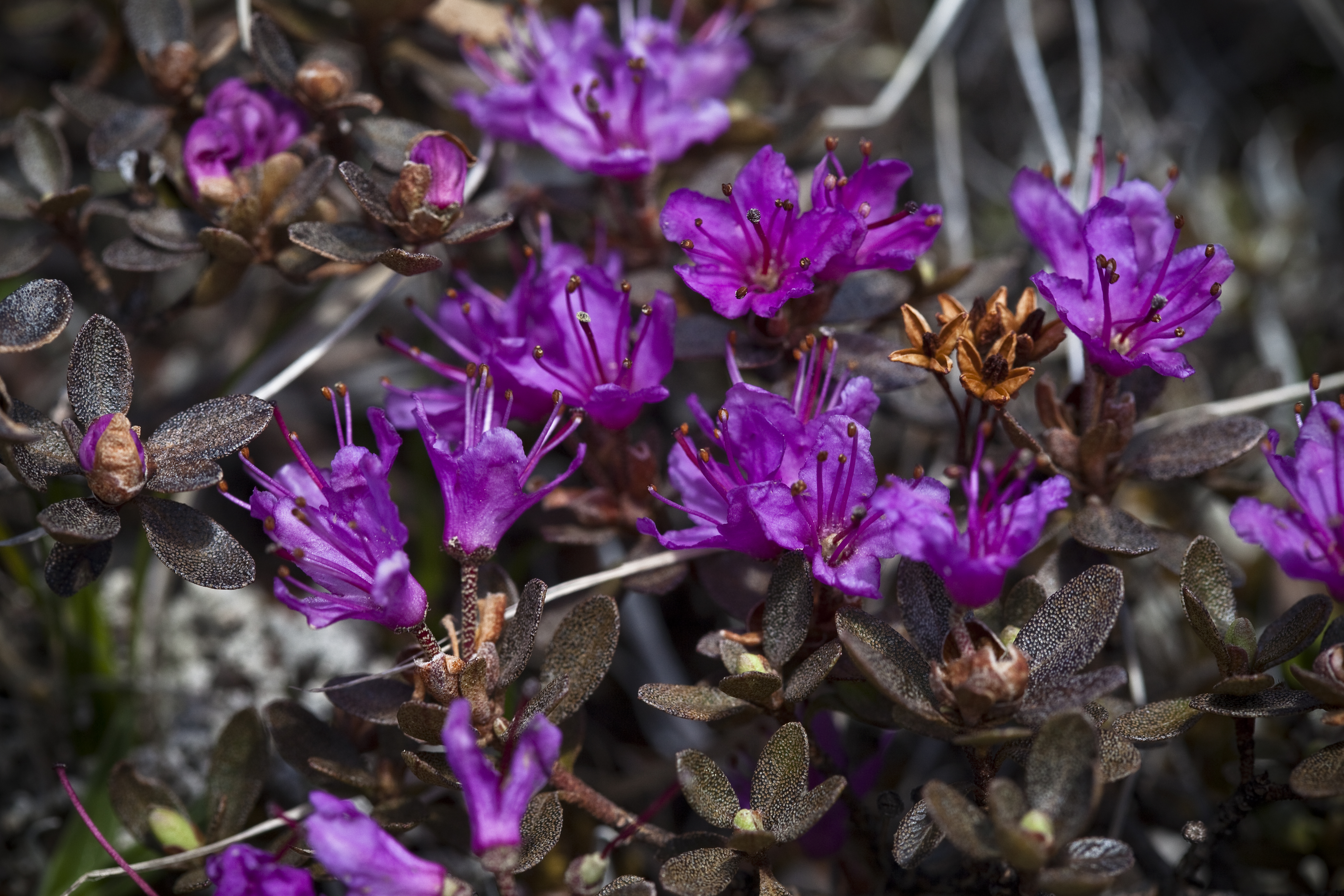
Соцветия рододендрона

Рододендрон лапландский — низкий полувечнозелёный кустарник, не превышающий 1 м в высоту. Молодые веточки ржавочешуйчатые, волосистые. Листья обратноланцетовидные до эллиптических, не более 2,5 см длиной, с цельным краем, кожистые, с обеих поверхностей с золотистым или ржаво-коричневым опушёнием. Черешок листа железисточешуйчатый.
Соцветие кистевидное, состоит из 3—6 цветков, распускающихся до появления листьев. Венчик колокольчатый, до 15 мм длиной, розового или сиреневого цвета, изредка белый. Чашечка маленькая, ржавочешуйчатая. Тычинки в количестве 5—10, неравные, голые или слабо опушённые. Пестик голый, завязь чешуйчатая.
Плод — коробочка 4—7×2—3 мм, ржавочешуйчатая и опушённая.
Число хромосом — 2n = 26, 52.

## Экология
Рододендрон произрастает в тундре и близлежащих горных районах, на высоте до 1900 м над уровнем моря.

## Ареал
Рододендрон лапландский распространён в Скандинавии, на севере Европейской части России, в Сибири, в Гренландии, а также в Канаде и на севере США, заходя на юг в Пенсильванию.

## В культуре
Выращивается в качестве декоративного садового растения.
Выдерживает зимние понижения температуры до −32 °С.
В условиях Нижегородской области хорошо зимует при наличии снегового покрова, плодоносит.

## Таксономия

### Естественные гибриды
- Rhododendron ×vanhoeffenii Abrom., 1899 [Rh. lapponicum × Rh. tomentosum]

### Синонимы
- Azalea lapponica L., 1753
- Rhododendron confertissimum Nakai, 1919
- Rhododendron ferrugineum sensu Georgi, 1775
- Rhododendron lapponicum subsp. parvifolium (Adams) T.Yamaz., 1996
- Rhododendron palustre Turcz., 1838
- Rhododendron parviflorum W.T.Aiton ex F.Schmidt, 1868, sphalm.
- Rhododendron parvifolium Adams, 1834 — Рододендрон мелколистный[3]
- Rhododendron parvifolium f. alpinum Glehn, 1876
- Rhododendron parvifolium subsp. confertissimum (Nakai) A.P.Khokhr., 1991